# Halodiplosis sperandus
Halodiplosis sperandus är en tvåvingeart som beskrevs av Fedotova 1989. Halodiplosis sperandus ingår i släktet Halodiplosis och familjen gallmyggor.
Artens utbredningsområde är Kazakstan. Inga underarter finns listade i Catalogue of Life.